# Sanjeev Hathiramani
Sanjeev Hathiramani (* 1976 in Frankfurt am Main) ist ein deutscher Filmeditor.
Sanjeev Hathiramani wurde ab 2001 als Editor im Bereich Werbung, Imagefilm und Videoclip tätig. Seit 2008 schneidet er auch Kino- und Fernsehfilme.

## Filmografie (Auswahl)
- seit 2009: Nachtschicht (Fernsehreihe)
  - 2009: Wir sind die Polizei
  - 2011: Ein Mord zu viel
  - 2011: Reise in den Tod
  - 2013: Geld regiert die Welt
  - 2015: Wir sind alle keine Engel
  - 2016: Der letzte Job
  - 2027: Ladies First
  - 2018: Es lebe der Tod
  - 2019: Cash & Carry
  - 2021: Blut und Eisen
  - 2022: Die Ruhe vor dem Sturm
- 2012: Geisterfahrer
- 2012: Trau niemals deiner Frau
- 2012: Schief gewickelt
- 2013: Unter Feinden
- 2014: The Green Prince (Dokumentarfilm)
- 2015: Zum Sterben zu früh
- 2015: Blacktape
- 2015: Meine fremde Frau
- 2016: Der mit dem Schlag
- 2018: Reich oder tot
- 2018: Solo für Weiss – Für immer Schweigen
- 2019: So einfach stirbt man nicht
- 2020: Der gute Bulle: Nur Tote reden nicht
- 2020: Wahrheit oder Lüge
- 2021: Alles auf Rot
- seit 2021: Nord Nord Mord
  - 2021: Sievers und der schwarze Engel
  - 2022: Sievers und das mörderische Türkis
- 2022: Die Macht der Frauen
- 2022: Die Luft zum Atmen
- 2023: Der Millionen Raub (The Million Robbery)
- 2024: Der gute Bulle: Heaven can wait
- 2025: Unter anderen Umständen: Die einzige Zeugin